# Beate Salje
Beate Salje (* 1948 in Lünen) ist eine deutsche Vorderasiatische Archäologin. Sie war von 1998 bis 2014 Direktorin des Vorderasiatischen Museums in Berlin.
Beate Salje studierte nach einer Tätigkeit als Bibliothekarin an der Freien Universität Berlin. Schon während des Studiums wirkte sie an zwei großen Sonderausstellungen des Museums für Ur- und Frühgeschichte Berlin (Syrien, Land des Baal und Frühe Phöniker im Libanon) mit. 1989 wurde sie mit einer Arbeit zu Der „common style“ der Mitanni-Glyptik und die Glyptik der Levante und Zyperns in der späten Bronzezeit promoviert. Nach ihrem Studium arbeitete sie als Referentin der Orient-Abteilung des Deutschen Archäologischen Instituts. In dieser Position nahm sie unter anderem an der Ausgrabung des Vorderasiatischen Museums in Uruk/Warka teil. 
Am 1. Februar 1998 wurde Salje in Nachfolge von Evelyn Klengel-Brandt Direktorin des Vorderasiatischen Museums. In ihrer Amtszeit realisierte das Museum mehrere große Ausstellungen, beispielsweise Agatha Christie und der Orient. Kriminalistik und Archäologie (2001), Wiedererstehendes Assur. 100 Jahre deutsche Ausgrabung in Assyrien (2003), Gesichter des Orients.  10000 Jahre Kunst und Kultur  aus Jordanien (2005), Babylon – Mythos und Wahrheit (2008), Die geretteten Götter aus dem Palast vom Tell Halaf (2011) und Uruk – 5000 Jahre Megacity (2013). Ende Februar 2014 ging sie in den Ruhestand. Zu ihrem Nachfolger bestimmte der Stiftungsrat der Stiftung Preußischer Kulturbesitz den Altorientalisten Markus Hilgert.
Schwerpunkt in der Forschungstätigkeit Beate Saljes ist die Glyptik. Hier untersucht sie anhand dieser Fundgattung die internationalen Beziehungen in der Levante der Spätbronzezeit. Sie ist korrespondierendes Mitglied des Deutschen Archäologischen Instituts.

## Schriften
- Der „common style“ der Mitanni-Glyptik und die Glyptik der Levante und Zyperns in der späten Bronzezeit. Zabern, Mainz 1990 (= Baghdader Forschungen. Band 11), ISBN 3-8053-1219-9.
- als Hrsg. mit Rainer Michael Boehmer, Friedhelm Pedde: Uruk. Die Gräber. Zabern, Mainz 1995 (= Ausgrabungen in Uruk-Warka. Band 10), ISBN 3-8053-1590-2.
- mit Hartmut Kühne: Kamid el-Loz. Die Glyptik. Habelt, Bonn 1996 (= Kamid el-Loz. Band 15), ISBN 3-7749-2766-9.
- als Hrsg.: Vorderasiatische Museen. Gestern, heute, morgen. Berlin, Paris, London, New York. Eine Standortbestimmung. von Zabern, Mainz 2001, ISBN 3-8053-2778-1.
- mit Nadine Riedl und Günther Schauerte: 10000 Jahre Kunst und Kultur aus Jordanien. Gesichter des Orients. Kunst- und Ausstellungshalle der Bundesrepublik Deutschland/Vorderasiatisches Museum Berlin, Bonn/Berlin 2004, ISBN 3-8053-3454-0.